# 1947年の音楽
1947年の音楽（1947ねんのおんがく）では、1947年（昭和22年）の世界の音楽についてまとめる。

## 概要
- フランキー・レインが、彼にとっての最初のゴールド・レコードを獲得した[1]。
- ケイ・スターがキャピトル・レコードと契約した[2]。
- カントリーのジョージ・ジョーンズが、音楽活動を開始した。

## 洋楽シングル
- ヴォーン・モンロー&ヒズ・オーケストラ「バレリーナ」
- T-ボーン・ウォーカー「ストーミー・マンデイ - Call It Stormy Monday (But Tuesday Is Just as Bad)」

## 洋楽アルバム
- グレン・ミラー「グレン・ミラー・マスターピース・Vol.2」

## 邦楽シングル

### コロムビア
- 池真理子
  - 「霧の夜の女」
  - 「楽しい日曜日」（共演：志村道夫）
- 伊藤久男
  - 「おしどり双六」（共演：菊池章子）
  - 「夜更けの街」
  - 「旅笠月夜」
  - 「われを呼ぶ鐘」
- 宇佐美エト（エト邦枝）
  - 「薔薇色の月」
  - 「忘られた帽子」
- 近江俊郎
  - 「山小舎の灯」
  - 「人生乗合船」（共唱：高倉敏）
  - 「新内道中」（共唱：加賀奈緒子）
  - 「旅は鼻唄」
  - 「二人だけの唄」（共唱：奈良光枝）
  - 「リングの微笑」
- 笠置シヅ子
  - 「コペカチータ」（11月発売）
  - 「セコハン娘」（11月発売）
  - 「東京ブギウギ」（レコード発売は翌年1月）
- 川田正子
  - 「みかんの花咲く丘」
  - 「とんがり帽子」
- 霧島昇
  - 「ある月の夜に」（共唱：松原操）
  - 「並木は晴れて」（共唱：柴田つる子）
  - 「ハートのクイーン」（共唱：松原操）
  - 「初恋の頃」
  - 「胸の振子」
- 小唄勝太郎
  - 「伊豆の七島」
- 柴田つる子
  - 「乙女ごころは風車」
- 高倉敏
  - 「港よさらば」
- 高峰三枝子
  - 「懐かしのブルース」
  - 「燃える瞳」
- 津村謙
  - 「股旅三里」
- 奈良光枝
  - 「すずらん咲く頃」
  - 「たそがれの乙女」
- 藤山一郎
  - 「1947年への序曲」（共唱：霧島昇、高倉敏、近江俊郎）
  - 「愛の星」（共唱：小夜福子）
  - 「浅草の唄」
  - 「朝は呼ぶ」（共唱：安西愛子）
  - 「白鳥の歌」（共唱：松田トシ）
  - 「バラ咲く小径」
  - 「見たり聞いたり試したり」（共唱：並木路子）
  - 「夢淡き東京」
- 二葉あき子
  - 「バラのルムバ」(1月発売)
  - 「夜のプラットホーム」(2月発売)
  - 「赤く咲く恋」(7月発売)
  - 「こゝろ月の如く」(10月発売)
  - 「旅の舞姫」(10月発売、共唱：霧島昇）
  - 「君去りぬ」
  - 「われと一夜を」
- 松原操
  - 「笑顔の街」
  - 「乙女鳥」
  - 「片割れ人形」
- 渡辺はま子
  - 「雨のオランダ坂」(1月発売)
  - 「いとしき泣きぼくろ」
  - 「東京の夜」(5月発売、共唱：藤山一郎)

### ビクター
- 齋田愛子
  - 「長崎物語」
- 竹山逸郎
  - 「青春ブギウギ」
  - 「泪の乾杯」
  - 「町から村から工場から」（共唱：丸山清子）
- 波岡惣一郎
  - 「銀座灯点し頃」（共唱：渡辺実重子）
  - 「世界をつなげ花の輪に」（共唱：徳倉さだ子）
  - 「小さな喫茶店で」（共唱：渡辺実重子）
  - 「とてもとっても」（共唱：渡辺実重子）
  - 「私は英語を覚えたの」（共唱：渡辺実重子）
- 灰田勝彦
  - 「あの日あのとき」
  - 「学生の歌」（共唱：竹山逸郎、吉岡妙子、伊東妙子）
  - 「東京よさようなら」
  - 「春の花束」
  - 「春の日はゆく」
  - 「紫のタンゴ」
- 平野愛子
  - 「花ごよみ」
  - 「港が見える丘」
  - 「もう帰らない」
- 藤原亮子
  - 「誰か夢なき」（共唱：竹山逸郎）
  - 「東京サンチマンタール」（共唱：羽山和男）
  - 「泪のコンパクト」
- 吉岡妙子
  - 「黄色いお部屋」（共唱：羽山和男）
  - 「恋の風車」（共唱：末松和男）
  - 「昼も夜も」

### キングレコード
- 井口小夜子
  - 「みかんの花咲く丘」
- 大塚晴子
  - 「愛の純情」
- 岡晴夫
  - 「男の涙（熱い涙）」
  - 「さくら音頭」（共唱：三門順子）
  - 「東京シャンソン」
  - 「啼くな小鳩よ」
  - 「二度と呼ぶまい」
  - 「港雨降れば」
  - 「港に赤い灯がともる」
- 小畑実
  - おしどり笠
- 児玉好雄
  - 「流転の夢」
- 小西信義
  - 「あゝ東京の屋根の下」
- 鈴村一郎
  - 「銀ブラソング」
  - 「サンキューお嬢さん」
- 津村謙
  - 「まぼろしの妻」
- 照菊
  - 「水都音頭」（共唱：志摩光一）
  - 「出島かもめ」
- 林伊佐緒
  - 「東京タンゴ」
  - 「二人で歌えば」
  - 「街のアコーディオン」
  - 「リラの並木路」
  - 「リンゴの花咲く丘」（共唱：都能子）
- 松島詩子
  - 「君はマドロス」
  - 「霧の降る夜は」
- 横山郁子
  - 「雨の波止場」

### テイチク
- 菊池章子
  - 「星の流れに」
- 田端義夫
  - 「街の伊達男」
- ディック・ミネ
  - 「長崎エレジー」（共唱：藤原千多歌）
  - 「股旅ブルース」
  - 「夜霧のブルース」

## デビューしたアーティスト

### 日本
- ※青葉笙子「ズンドコ人生」（谷垣譲とのデュエット）
- 青山一郎「別れの夜汽車」（堤愛子とのデュエット）
- 宇佐美エト(エト邦枝)「薔薇色の月」
- 大塚晴子「愛の純情」
- 沖富夫「潮来月夜」
- 川路公恵「すべて忘れて」
- 嵯峨公子「青い夜霧のステーション」（東海林太郎とのデュエット）
- 谷垣譲「ズンドコ人生」（青葉笙子とのデュエット）
- 堤愛子「別れの夜汽車」（青山一郎とのデュエット）
- 照菊「水都音頭」（志摩光一とのデュエット）
- 羽山和男「東京サンチマンタール」（藤原亮子とのデュエット）
- 吉岡妙子「恋の風車」（末松和男とのデュエット）
- 渡辺実重子「私は英語を覚えたの」／「小さな喫茶店で」（いずれも波岡惣一郎とのデュエット）

※再デビュー

## 主な音楽賞
| 賞            | 受賞作・受賞者 |
| ------------- | --- |
| 第2回芸術祭賞 | - 奨芸術祭賞(音楽部門) - 安川加壽子「ショパン「ピアノ協奏曲第1番」演奏」 - 四家文子「シューベルト「魔王」独唱」 - 伊藤熹朔「オペラ「魔弾の射手」装置」 |

## 誕生
- 1月8日 - デヴィッド・ボウイ（ミュージシャン・俳優、+2016年・69歳没）
- 1月9日 - 岸部一徳（俳優・ベーシスト、岸部四郎実兄、元ザ・タイガース）
- 1月13日 - 遠藤賢司（シンガーソングライター、+2017年・70歳没）
- 1月25日 - 布谷文夫（ロックシンガー、元ブルース・クリエイション、+2012年・64歳没）
- 1月31日 - 加古隆（作曲家・ピアニスト）
- 2月5日 - 西郷輝彦（歌手・俳優・タレント）
- 2月5日 - 弘田三枝子（歌謡歌手、+2020年・73歳没）
- 2月18日 - 奥村チヨ（元歌手）
- 2月25日 - 川崎燎（ジャズギタリスト、+2020年・73歳没）
- 2月27日 - ギドン・クレーメル（ヴァイオリニスト・指揮者）
- 2月27日 - ルイス・クラーク（キーボーディスト、エレクトリック・ライト・オーケストラ、+2021年・73歳没）
- 3月5日 - 湯原昌幸（歌手・俳優）
- 3月21日 - 加藤和彦（ミュージシャン、ザ・フォーク・クルセダーズ、+2009年・62歳没）
- 3月25日 - エルトン・ジョン（ミュージシャン）
- 4月4日 - 嶋三喜夫（歌手）
- 4月4日 - サルヴァトーレ・シャリーノ（歌手）
- 4月6日 - 伊東ゆかり（歌手・女優）
- 4月7日 - フローリアン・シュナイダー（ミュージシャン、クラフトワーク、+2020年・73歳没）
- 4月8日 - 千昌夫（演歌歌手）
- 4月8日 - 生田悦子（女優・タレント、+2018年・71歳没）
- 4月10日 - バニー・ウェイラー（レゲエミュージシャン、+2021年・73歳没）
- 4月16日 - リー・カースレイク（ミュージシャン、ユーライア・ヒープ/ゴッズ、+2020年・73歳没）
- 4月19日 - マレイ・ペライア（指揮者・ピアニスト）
- 5月10日 - マリオン・ラムジー（女優・歌手、+2021年・73歳没）
- 5月11日 - 藤原誠（歌手、+不明・没年不明）
- 5月18日 - 寺尾聰（俳優・ミュージシャン、元ザ・サベージ）
- 5月19日 - デイヴィッド・ヘルフゴット（ピアニスト）
- 5月23日 - 上原まり（筑前琵琶演奏家、+2018年・71歳没）
- 6月3日 - 佐藤博（シンガーソングライター、ティン・パン・アレー、+2012年・65歳没）
- 6月5日 - 泉ちどり（演歌歌手、+2021年・73歳没）
- 6月17日 - 水谷公生（作曲家・ギタリスト、Fairlife）
- 6月21日 - 秋元順子（歌手）
- 7月9日 - 細野晴臣（ミュージシャン、エイプリル・フール/はっぴいえんど/ティン・パン・アレー/イエロー・マジック・オーケストラ/フレンズ・オブ・アース/HIS/スケッチ・ショウ/ヒューマン・オーディオ・スポンジ）
- 7月15日 - ロッキー・エリクソン（ミュージシャン、13thフロア・エレベーターズ、+2019年・71歳没）
- 7月19日 - ブライアン・メイ（ミュージシャン、スマイル/クイーン）
- 7月19日 - バーニー・レドン（シンガーソングライター、イーグルス/フライング・ブリトー・ブラザーズ）
- 7月19日 - 安岡力也（俳優・歌手、+2012年・64歳没）
- 7月20日 - カルロス・サンタナ（ギタリスト、サンタナ）
- 7月21日 - 日吉ミミ（歌手、+2011年・64歳没）
- 7月22日 - ドン・ヘンリー（ドラマー・歌手、イーグルス）
- 7月24日 - 木森敏之（作曲家、+1988年・40歳没）
- 7月24日 - ピーター・ゼルキン（ピアニスト、+2020年・72歳没）
- 8月10日 - イアン・アンダーソン（ミュージシャン、ジェスロ・タル）
- 8月25日 - キース・ティペット（ジャズピアニスト、+2020年・72歳没）
- 9月5日 - メル・コリンズ（ミュージシャン、キング・クリムゾン）
- 9月17日 - ちあきなおみ（歌手・女優）
- 9月20日 - 小田和正（シンガーソングライター、元オフコース）
- 9月21日 - 菅原進（歌手、ビリーバンバン）
- 9月21日 - ドン・フェルダー（ミュージシャン、イーグルス）
- 9月21日 - ルパート・ハイン（ミュージシャン、+2020年・72歳没）
- 9月26日 - ジェイムズ・スウェアリンジェン（作曲家）
- 9月27日 - ミートローフ（歌手、+2022年・74歳没）
- 10月1日 - マリスカ・ヴェレス（歌手、元ショッキング・ブルー、+2006年・59歳没）
- 10月1日 - ダニー・レイ・トンプソン（サックス奏者・フルート奏者、サン・ラ・アーケストラ、+2020年・72歳没）
- 10月5日 - ブライアン・ジョンソン（歌手、AC/DC）
- 10月9日 - フランス・ギャル（歌手、+2018年・70歳没）
- 10月12日 - ジョージ・ラム（歌手・俳優）
- 10月18日 - ローラ・ニーロ（歌手・ピアニスト、+1997年・49歳没）
- 10月30日 - ティモシー・B・シュミット（ミュージシャン、元ポコ/元イーグルス）
- 11月3日 - K（歌手、Kとブルンネン）
- 11月8日 - 尾高忠明（指揮者）
- 11月10日 - アリー・ウィリス（ソングライター、+2019年・72歳没）
- 11月14日 - バックウィート・ザディコ（ザディコ・ミュージシャン、+2016年・68歳没）
- 11月18日 - 森進一（歌手）
- 11月20日 - ジョー・ウォルシ（ギタリスト、イーグルス）
- 11月21日 - 加川良（フォークシンガー、+2017年・69歳没）
- 12月1日 - 根津甚八（俳優・演出家・元歌手、+2016年・69歳没）
- 12月5日 - エグベルト・ジスモンチ（マルチ楽器奏者・音楽プロデューサー）
- 12月10日 - ヘーラルト・クルツ（ミュージシャン、アース・アンド・ファイアー、+年・歳没）
- 12月15日 - 早川義夫（シンガーソングライター、元ジャックス）
- 12月18日 - 布施明（歌手）
- 12月29日 - コージー・パウエル（ドラマー、+1998年・50歳没）
- 12月30日 - ジェフ・リン（ミュージシャン、エレクトリック・ライト・オーケストラ）

## 死去
- 2月4日 - ルイージ・ルッソロ、画家・作曲家（* 1885年）
- 3月5日 - アルフレード・カゼッラ、作曲家・ピアニスト（* 1883年）
- 5月31日 - アンリ・カサドシュ、ヴィオラ奏者（* 1879年）
- 11月28日 - イェオリ・シュネーヴォイクト、指揮者・チェリスト（* 1872年）